# Marc Schoetter
Marc Eugene Schoetter (ur. 23 października 1889 w Bettembourgu, zm. 27 lipca 1955 w Luksemburgu) – luksemburski bobsleista, uczestnik igrzysk Olimpijskich.
Schoetter reprezentował Luksemburg na II Zimowych Igrzyskach Olimpijskich w Sankt Moritz w 1928 roku. Wystartował tam w konkurencji męskich czwórek/piątek. Był kapitanem załogi LUX, w skład której wchodzili także Raoul Weckbecker, Guillaume Heldenstein, Pierre Kaempff i Auguste Hilbert. W pierwszym ze ślizgów luksemburska ekipa zajęła dwudzieste miejsce z czasem 1:45,8. Drugi ślizg poszedł jej lepiej – z czasem 1:46,9 zajęła dziewiętnaste miejsce. W klasyfikacji końcowej załoga pod wodzą Schoettera zajęła dwudzieste miejsce z łącznym czasem 3:32,7.